# 1748
Перша наукова революція •  Глухівський період в історії Гетьманщини •  Російська імперія

## Геополітична ситуація
Османську імперію очолює Махмуд I (до 1754). Під владою османського султана перебувають Близький Схід та Єгипет, Середземноморське узбережжя Північної Африки, частина Закавказзя, значні території в Європі: Греція, Болгарія і Сербія. Васалами османів є Волощина та Молдова.
Священна Римська імперія охоплює, крім німецьких земель, Угорщину з Хорватією, Трансильванію, Богемію, Північну Італію, Австрійські Нідерланди. Її імператор — Франца I (до 1765). Марія-Терезія має титул королеви Угорщини. Королем Пруссії є Фрідріх II (до 1786).
На передові позиції в Європі вийшла Франція, якою править Людовик XV (до 1774). Франція має колонії в Північній Америці та Індії. В Іспанії королює Фернандо VI (до 1759). Королівству Іспанія належать південь Італії, Нова Іспанія, Нова Гранада та Віцекоролівство Перу в Америці, Філіппіни. Королем Португалії є Жуан V (до 1750). Португалія має володіння в Бразилії, в Африці, в Індії, в Індійському океані й Індонезії.
Північ Нідерландів займає Республіка Об'єднаних провінцій. Вона має колонії в Північній Америці, Індонезії, на Формозі та на Цейлоні. Великою Британією править Георг II (до 1760). Британія має колонії в Північній Америці, на Карибах та в Індії. Король Данії та Норвегії — Фредерік V (до 1766), на шведському троні сидить Фредерік I (до 1751). На Апеннінському півострові незалежні Венеціанська республіка та Папська область. У Речі Посполитій королює Август III Фрідріх (до 1763). На троні Російської імперії сидить Єлизавета Петрівна (до 1761).
Україну розділено по Дніпру між Річчю Посполитою та Російською імперією. Управління Лівобережною Україною здійснює Правління гетьманського уряду. Нова Січ є пристановищем козаків. Існує Кримське ханство, якому підвладна Ногайська орда.
В Ірані при владі династія Афшаридів.
Значними державами Індостану є Імперія Великих Моголів, Імперія Маратха. В Китаї править Династія Цін. У Японії триває період Едо.

## Події

### В Україні
- На посаді кошового отамана Війська Запорозького Павла Козелецького змінив Данило Гладкий, а потім Яким Ігнатович.

### У світі
- 12 січня Ахмед Шах Дуррані захопив Лахор.
- Війна за австрійську спадщину:
  - 15 квітня французи розпочали облогу Маастрихта.
  - 24 квітня в Ахені розпочалися мирні переговори.
  - 10 травня французькі війська без бою увійшли в Маастрихт, діставши новину, що місто за домовленістю переходить під владу Франції.
  - 29 липня британський флот прибув до Індії для відсічі військам Французької Індії.
  - 18 жовтня війна закінчилася підписанням в Ахені мирної угоди.
- Шахрох Шах очолив Іран.

### Наука та культура
- Побачив світ політико-правовий трактат «Про дух законів» Монтеск'є.
- Леонард Ейлер опублікував книгу «Вступ до аналізу нескінченно малих», де обчислив число e до 25 знаків.
- Жульєн Офре де Ламетрі опублікував книгу «Людина-машина».
- Вийшли II—VII томи роману «Клариса, або історія юної леді» Семюела Річардсона.
- Шотландський філософ Девід Юм видав «Дослідження стосовно людського пізнання».
- Адам Сміт почав читати в Единбурзі публічні лекції.
- Ева Екеблад стала першою жінкою у Шведській королівській академії наук.
- Перевідкриття руїн Помпеїв.[1]

## Народились
див. також Категорія:Народились 1748
- 8 серпня — Йоганн Фрідрих Ґмелін, німецький натураліст, ботанік і ентомолог (пом. 1804).
- 30 серпня — Жак Луї Давид, французький художник.
- Аодо Дендзен, японський художник західного стилю, майстер мідної гравюри.

## Померли
Див. також Категорія:Померли 1748